# Vaterlandsverräter
Vaterlandsverräter ist ein Kino-Dokumentarfilm von Annekatrin Hendel, der seine Uraufführung auf der Berlinale 2011 hatte und im gleichen Jahr in die Kinos kam.

## Handlung
„Der größte Feind im ganzen Land, das ist und bleibt der Denunziant“. Diesen Spruch seiner Mutter hatte der Schriftsteller Paul Gratzik, aus einfachen Verhältnissen in den 1970ern zu einem Vertreter der DDR-Literaturszene emporgestiegen, immer im Ohr. Trotzdem war er 20 Jahre lang Inoffizieller Mitarbeiter des DDR-Staatssicherheitsdienstes, schrieb Berichte über Freunde und Förderer wie Heiner Müller, Steffie Spira und Ernstgeorg Hering. Anfang der 1980er stieg Gratzik aus, enttarnte sich selbst und wurde seinerseits zum Objekt der Stasi-Beobachtung.
Vaterlandsverräter ist das filmische Porträt eines vom Kommunismus überzeugten Mannes „mit lautem Wesen“, dessen Leben ein Zickzack zwischen den Extremen war.

## Kritiken
„Es geht um einen Verräter, der seinen Verrat bereut, den Mut aufbringt, sich zu enttarnen, und nun allein in der Uckermärkischen Provinz auf sein Ende wartet. Vaterlandsverräter beginnt die Staatssicherheit zu historisieren, aber auch das Bild von ihr zu differenzieren. Es ist ein wichtiger Film, mit einem neuen Blick auf das Thema.“

„Unpassend wirkt an dem Film in manchen Momenten das Fragen der Regisseurin. Gratzik ist dadurch zwar gezwungen, sich zu erklären in hübschen Sätzen. Aber die naive Aufrichtigkeit Hendels ist schon deshalb falsch, weil der Film selbst zeigt, wie schnell man Leute verraten kann an den Effekt: Die bespitzelte Geliebte liest aus einem Bericht über sich vor, und dann sieht nur der Zuschauer, nicht aber sie, dass die geschwärzte Stelle ihr Sexualleben betrifft.“

„Dokumentarfilmerin Annekatrin Hendel erträgt mit einer Miene, in der sich weniger Empörung als vielmehr trauriges Mitleid spiegelt, die Wutausbrüche Gratziks. Sie fragt nicht weiter; vorerst. Stattdessen lässt sie ihn erzählen: Von seiner Liebe zu Steffi Spira, von dem Hochgefühl der Anerkennung nach seinem Durchbruch mit dem Drama Malwa (1968). Sie besucht mit ihm seine Tochter Antje in Dresden, die er zärtlich ‚Mausel‘ nennt und filmt einen nervösen 75-jährigen Paul Gratzik vor seiner Augen-Operation.“

„Regisseurin Annekatrin Hendel nähert sich Gratzik als Vertraute. Sie hat hier einen Stoff gefunden, der weit über das Porträt hinausgeht, der in seiner Wurzel viel über Funktionsweisen innerhalb der DDR sagt. In dem Kontext sind vor allem die Gespräche mit Gratziks Führungsoffizier Günter Wenzel aufschlussreich. Der hatte ihn zunächst protegiert und dann, nach Gratziks Ausstieg, fallengelassen.“

## Auszeichnungen
Der Dokumentarfilm gewann 2013 den Grimme-Preis in der Kategorie „Information und Kultur“.